# Nina Becker
Nina Becker (Rio de Janeiro, RJ, 21 de julho de 1974) é cantora, compositora e cenógrafa brasileira.

## Carreira
Começou sua carreira com a banda Orquestra Imperial, enquanto ainda trabalhava como diretora de arte de filmes, ao lado de músicos cariocas como Kassin, Thalma de Freitas, Moreno Veloso e Rodrigo Amarante, entre outros. Antes do primeiro disco, foi premiada pela APCA (Associação Paulista de Críticos de Arte), em 2009, como melhor cantora e citada pela revista Bravo! como uma das artistas mais influentes da sua geração. Em  2010, lançou em São Paulo seus dois discos, Azul e Vermelho, e desde então prossegue fazendo em várias cidades do Brasil o show que apresenta estes cds.

### Álbuns de estreia
Os dois discos de Nina Becker, Azul e Vermelho, foram produzidos nos estúdios da YB Music, em São Paulo, em parceria com Carlos Eduardo Miranda e Mauricio Tagliari.
O disco Azul foi gravado ao longo de um ano, com poucos elementos, valorizando o jeito suave de cantar e arranjos delicados. O disco mostra o lado autoral da cantora com faixas como Pedido, de sua autoria, Ela Adora, em parceria com Marcelo Callado e Ricardo Dias Gomes, e Janela, parceria com Domenico Lancellotti, que conta com arranjo de sopros de seu padrasto, o maestro Roberto Gnattali; e também canções como Lá e cá de Moreno Veloso e Não tema de Renato Martins.
Já Vermelho tem mais ruídos, improviso e intensidade. Foi gravado ao vivo com sua banda, os integrantes do grupo Do Amor (Gabriel Bubu, Gustavo Benjão, Marcelo Callado e Ricardo Dias Gomes), em quatro dias. Nesse disco, a emoção do momento foi mais importante do que a preocupação com a execução perfeita. Um exemplo disso é o samba De um amor em paz de Domenico Lancellotti e Délcio Carvalho que ganhou outros contornos com arranjo baseado na improvisação e nas construções mais experimentais, e Tropical Poliéster, primeira música dela em parceria com a banda, com claras influências dos anos 60/70, valorizando também as partes instrumentais das músicas.
Nina Becker assina nove das vinte faixas que compõem os dois discos. E interpreta canções de artistas de sua geração, nomes tão influentes na nova música contemporânea brasileira - Rubinho Jacobina, Nervoso, Quito Ribeiro, Bartolo, Délcio Carvalho, Rômulo Fróes e Nuno Ramos. A parceria entre Jorge Mautner e Nelson Jacobina aparece em duas faixas: Samba Jambo, em Azul, e em Lágrimas Negras, em Vermelho.
A banda que a acompanha é formada por Gabriel Bubu e Bartolo nas guitarras; Eduardo Manso no baixo e Thomas Harres na bateria.
Escrevendo para o Yahoo!, Regis Tadeu publicou uma crítica positiva para a cantora em 2012, chamando de "Uma das mais talentosas cantoras da nova geração da música brasileira — para quem não acredita nisto, sugiro a audição do excelente Azul (...)"

## Discografia[5]
- Azul (2010, YB Music)
- Vermelho (2010, YB Music)
- Gambito Budapeste (2012, YB Music), com Marcelo Callado
- Minha Dolores - Nina Becker Canta Dolores Duran (2014, Joia Moderna)
- Acrílico (2017, YB Music)